# Перелески (Винницкая область)
Перелески (укр. Переліски) — село на Украине, находится в Барском районе Винницкой области.
Код КОАТУУ — 0520255306. Население по переписи 2001 года составляет 10 человек. Почтовый индекс — 23056. Телефонный код — 4341.
Занимает площадь 0,205 км².

## Адрес местного совета
23053, Винницкая область, Барский р-н, пгт. Копайгород, ул. Ленина